# Acidi grassi a catena media

Acidi grassi a catena media

Gli Acidi grassi a catena media o MCFA, dall'inglese medium chain fatty acids, sono una classe di acidi grassi saturi con una catena alifatica composta da un numero di atomi di carbonio compreso tra 6 e 12. Questi acidi grassi sono più comunemente riconosciuti nella forma di trigliceridi a catena media (MCT) dall'inglese medium chain triglycerides, per la loro esterificazione a formare trigliceridi.
I principali acidi grassi a media catena sono acido caproico (C6), acido caprilico (C8), acido caprico (C10) e acido laurico (C12). I trigliceridi composti da questi acidi grassi, ovvero gli MCT, subiscono dei processi digestivi sostanzialmente diversi dai trigliceridi formati da acidi grassi a catena lunga (LCFA), cioè gli LCT. La digestione degli LCT richiede l'attivazione della lipasi pancreatica e dei sali biliari: i prodotti di questa idrolisi enzimatica sono monogliceridi e acidi grassi liberi (FFA o NEFA) che vengono assorbiti dagli enterociti (cellule del intestino tenue) e riesterificati a trigliceridi, incorporati nei chilomicroni e assorbiti per via linfatica.
Al contrario gli MCT non richiedono l'azione emulsionante dei sali biliari e vengono assorbiti più facilmente. Questi sono più solubili in acqua rispetto agli LCT, e attraversano più facilmente lo strato acquoso che bagna il villo intestinale. Possono essere assorbiti e idrolizzati direttamente dalla mucosa intestinale senza subire l'iniziale idrolisi enzimatica. Gli acidi grassi a media catena che ne derivano non sono riesterificati a trigliceridi e inglobati nei chilomicroni, ma vengono direttamente immessi nel circolo portale (nel sangue), trasportati dalla proteina albumina.
Gli MCT sono principalmente presenti nel latte, più concentrati nel burro, e in quantità maggiori nel cocco e più concentrati nell'olio di cocco.

## Aspetti nutrizionali e proprietà
Mentre i grassi del latte umano e di porcellini d'India sono in gran parte costituiti da acidi grassi a lunga catena, quelli del latte di mucca, pecora e capra sono ricchi di acidi grassi a catena corta. I grassi del latte di cavallo contengono grandi quantità di acidi grassi a catena media.
Alcuni studi hanno dimostrato che gli MCT possono favorire il processo di smaltimento di calorie in eccesso e quindi la perdita di peso, in particolare della massa grassa.. Gli MCT inoltre inducono una termogenesi alimentare superiore di circa tre volte rispetto agli LCT.
Gli MCFA riducono la secrezione delle lipoproteine e attenuano la risposta post-prandiale dei trigliceridi. Tuttavia è stato spesso osservato che gli MCT aumentano i livelli di colesterolo e dei trigliceridi a digiuno, ma se assunti in quantità moderate nelle diete con moderata presenza di grassi gli MCFA possono effettivamente ridurre i livelli di lipidi a digiuno più degli oli ricchi di acidi grassi mono e polinsaturi. Lo stesso vale per i livelli di glucosio. Gli MCT contribuiscono anche a migliorare la sensibilità insulinica.
Si è visto che gli MCT promuovono l'ossidazione dei grassi e un maggiore senso di sazietà rispetto agli LCT. Mary G. Enig descrive nel dettaglio gli aspetti medici e i benefici per la salute dati dai trigliceridi a catena media. Anche la comunità sportiva ha dimostrato un interesse per l'utilizzo degli MCT da parte di atleti di resistenza e dei bodybuilder. Tuttavia, nonostante i benefici per la salute, le loro presunte proprietà sul miglioramento della prestazione atletica sono state messe in discussione. Infatti è stato ipotizzato che il potere energetico degli MCT durante l'allenamento fisico potesse favorire un risparmio delle fonti endogene di glicogeno, ma tutto ciò è stato smentito
Si è ipotizzato che gli MCT possano sostituire in toto gli LCT e che a parità di apporto calorico portino ad una maggiore perdita di peso ponderale, in particolare della massa grassa. È stato proposto anche un loro potenziale impiego nella prevenzione dell'obesità.
I vantaggi degli MCT rispetto agli LCT sono:
- Più facile metabolizzazione e ossidazione
- Maggiore termogenesi alimentare
- Maggiore consumo lipidico
- Minore probabilità di accumulo
- Riduzione del volume degli adipociti
- Riduzione del peso corporeo
- Maggiore potere saziante
- Proprietà dimagranti

## Uso medico
Gli MCT sono generalmente considerati una buona fonte di energia che il corpo umano riesce a metabolizzare abbastanza facilmente. Questi hanno proprietà potenzialmente benefiche nel metabolismo delle proteine, ma possono essere controindicati in alcune situazioni a causa della loro tendenza a indurre chetogenesi e acidosi metabolica. Il loro uso non è raccomandato ai diabetici, se non sotto supervisione medica, e a soggetti con problemi al fegato a causa del potenziale stress che questi possono indurre sull'organo.
Grazie alla loro capacità di essere assorbiti rapidamente dall'organismo, i trigliceridi a catena media hanno trovato impiego nel trattamento di una varietà di disturbi di malassorbimento. La supplementazione di MCT con una dieta povera di grassi è stata descritta come la base del trattamento della linfangectasia intestinale (malattia di Waldmann). Gli MCT sono un ingrediente utilizzato nell'alimentazione per via parenterale. Diversi studi hanno anche mostrato risultati promettenti nel trattamento dell'epilessia tramite l'applicazione della dieta chetogenica.

## Principali MCFA
| n° atomi di C: n° doppi legami | nome comune       | nome IUPAC        | formula chimica         | punto di fusione (°C) | fonti                                         |
| ------------------------------ | ----------------- | ----------------- | ----------------------- | --------------------- | --------------------------------------------- |
| 6:0                            | acido capronico   | acido esanoico    | C6H12O2 CH3(CH2)4COOH   | -3                    | grassi del latte                              |
| 7:0                            | acido enantico    | acido eptanoico   | C7H14O2 CH3(CH2)5COOH   | -                     | Infiorescenze della vite                      |
| 8:0                            | acido caprilico   | acido ottanoico   | C8H16O2 CH3(CH2)6COOH   | 16,5                  | grassi del latte, del cocco, di palma         |
| 9:0                            | acido pelargonico | acido nonanoico   | C9H18O2 CH3(CH2)7COOH   | -                     | -                                             |
| 10:0                           | acido caprico     | acido decanoico   | C10H20O2 CH3(CH2)8COOH  | 31,5                  | grassi del latte, del cocco, di olmo          |
| 11:0                           | -                 | acido undecanoico | C11H22O2 CH3(CH2)9COOH  | -                     | -                                             |
| 12:0                           | acido laurico     | acido dodecanoico | C12H24O2 CH3(CH2)10COOH | 44                    | grassi del latte, del cocco, palma, lauraceae |